# Urupskij rajon
L'Urupskij rajon (in russo Урупский район?) è un municipal'nyj rajon della Repubblica autonoma della Karačaj-Circassia, in Caucaso.